# Tyketto
Tyketto ist eine US-amerikanische Hard-Rock- und Glam-Metal-Band. Sie wurde 1987 in New York City gegründet und veröffentlichte bislang fünf Studioalben.

## Geschichte
Die Band wurde 1987 vom früheren Sänger von Waysted, Danny Vaughn zusammengestellt. Brooke St. James (Gitarre), Jimi Kennedy (Bass) und Michael Clayton (Schlagzeug) gehörten zur Besetzung. 1990 unterschrieb die Band bei Geffen Records, 1991 erschien das Debüt Don’t Come Easy mit der erfolgreichsten Single Forever Young. Das zweite Album wurde von Geffen abgelehnt und erschien bei CMC International (USA) und Music for Nations (weltweit).
1995 ersetzte Steve Augeri (später Leadsänger bei Journey) Danny Vaughn. Angesichts des musikalischen Wandels im Hard-Rock- und Metalbereich löste sich die Band 1996 auf. Vaughn gründete eine nach ihm benannte Band.
2004 und 2007 kam es zu Reunions, ernsthafter wurden die Aktivitäten dann ab 2008. 2012 veröffentlichte die Gruppe mit Dig in Deep ein Comebackalbum.

## Diskografie

### Studioalben
- 1991: Don’t Come Easy
- 1994: Strength in Numbers
- 1995: Shine
- 2012: Dig in Deep
- 2016: Reach

### Livealben
- 1996: Take Out & Served Up Live
- 2017: Live from Milan

### Kompilationen
- 2007: The Last Sunset: Farewell 2007